# ریچارد ای. سیرفاس
ریچارد اِی. سیرفاس (به انگلیسی: Richard A. Searfoss) فضانورد اهل کشور ایالات متحده آمریکا است که در ۵ ژوئن ۱۹۵۶ میلادی در مونت کلمنز، میشیگان زاده شد. وی در مأموریت اس‌تی‌اس-۵۸، اس‌تی‌اس-۷۶، اس‌تی‌اس-۹۰ حضور داشته است.